# Societat nacional d'horticultura de França
La Societat nacional d'horticultura de França (en francès: Société nationale d'horticulture de France), abreujat amb l'acrònim SNHF), és una associació francesa (segons la llei de 1901) d'interès públic, creada l'11 de juny de 1827, que inclou seccions temàtiques especialitzades en horticultura que organitzen conferències, viatges temàtics i visites a jardins, d'intercanvis de plantes, ajudes i manifestacions hortícoles. Té la seu en el núm. 84, rue de Grenelle, en el 7è districte de París.

## Història
La societat va ser creada l'11 de juny de 1827 sota l'impuls del Vescomte Héricart de Thury, per apassionats de l'horticultura que desitjaven intercanviar les seves experiències, compartir els seus èxits i aclimatar espècies exòtiques. En el 1835, va arribar a ser la Société Royale d'Horticulture.
El 1841, es forma una segona societat, essencialment composta d'experts, que es va desenvolupar ràpidament la Société Nationale d'Horticulture de la Seine.
Col·locada sota la Presidència del Duc de Morny, les dues societats es van fusionar el 1854 i van prendre el nom de Societat Imperial Central d'Horticultura la qual va instal·lar la seva seu en el núm. 84 rue de grenelle el 1860 i es converteix en la "Societat Nacional d'Horticultura de França" el 1885.
L'SNHF existeix encara avui dia i està més activa que mai. El 2008, celebra els seus 153 anys d'associació reconeguda de servei públic.

## Estatuts
És una associació segons la llei 1901 de França, reconeguda de servei públic pel decret de l'11 d'agost de 1855. Va tenir Presidents prestigiosos com Héricart de Thury, el duc de Morny, el químic Payen… Entre els seus membres famosos: el pintor Louise Abbéma, el pintor Vavin.

## Exposicions
La primera exposició de quadres Les Iris de Van Gogh va tenir lloc en els seus locals el 1889.
Toulouse-Lautrec també ha exposat dins dels seus murs. L'SNHF disposava en efecte d'una sala, la Sala de l'Horticultura, on organitzava exposicions. Segueix llogant aquesta sala.

## Premis
Va tornar a posar un premi de tesi el 2005 sobre les "Interaccions entre arquitectura, funcionament foliar i factors climàtics. Comparació de 4 varietats de pomeres" 

## Missions
Les seves missions són: contribuir a la promoció de l'horticultura i de l'art de la jardineria així com a la valorització de les accions en favor de la conservació i la protecció del patrimoni hortícola.
Aquestes missions ho condueixen a participar, tant a França com a l'estranger, per a la transmissió d'un millor coneixement de l'horticultura i de la biodiversitat, en particular, a través de les accions de les seves seccions. Les que especialitzen amb objectius tècnics, científics o culturals.
Inclou a un consell científic amb la missió de reunir, sobre temes d'actualitat, als diferents protagonistes de l'horticultura. Organitza un dia cada any en el qual permet presentar l'evolució dels coneixements i tècniques.

## Objectius i mitjans
L'associació vol ser un vincle d'unió entre aficionats i professionals. Disposa d'una forta presència regional per mitjà del seu Comitè Federalista que representa a les associacions i a les societats adherents. Aquesta és la reunió de jardiners apassionats i professionals que volen participar junts en la revaloració de tot el sector hortícola.

## Centre de documentació
Creat des de la fundació de la Societat, el centre de document comptava l'any 2009 amb 10.234 documents incloses 7.378 obres. Alguns són molt antics (a partir de 1541). La Biblioteca de l'SNHF posseeix també 1.102 títols de publicacions periòdiques i de 2.492 catàlegs de horticultores i de viveristes. Aquest fons documental cobreix tots els aspectes del vegetal: botànica, història, tècnica cultural, comercialització, adaptació paisatgista, art floral, Belles arts. Està obert al públic i el seu catàleg és consultable en Internet : http://hortalia.snhf.org/modules/sdwportal/
La Biblioteca de l'SNHF té també una de les últimes col·leccions de fruites modelades del Segle XIX.
L'SNHF publica així mateix una revista : Jardins de France 100 % plantes i jardins que vol ser butlletí de connexió dels membres de l'associació.

## Seccions nacionals especialitzades
L'SNHF inclou actualment 12 seccions nacionals especialitzades que permeten als apassionats i especialistes de reunir-se per aprofundir en els seus coneixements sobre els temes següents : 
- Arbres i arbustos ornamentals
- Arts dels jardins
- Art floral
- Belles arts
- Cactus i Suculentes
- Camèlies
- Dàlies
- Fúcsies i Pelargoniums - Jardins de vivers i fruiters
- Orquídies i Plantes d'interior
- Plantes vivaces
- Roses

## Societats adherides
L'SNHF reuneix en efecte a nombrosos membres i federa en paral·lel a més de 220 societats d'horticultura i associacions de tota França.